# Loire 210
Das französische Schwimmer-Jagdflugzeug Loire 210 entstand in der zweiten Hälfte der 1930er Jahre. Aufgrund struktureller Schwächen befand es sich nur sehr kurze Zeit im Bestand der Marine Frankreichs.

## Geschichte
Die Konstruktion beruht auf einer Ausschreibung der französischen Marine von 1933, die ein katapultstartfähiges Jagdflugzeug forderte. Es war vorgesehen, die beiden Schlachtkreuzer Strasbourg und Dunkerque damit ausrüsten, außerdem sollte die Küstenverteidigung einige Exemplare erhalten. Als Konkurrenzmuster gingen die Romano R.90, die Bernard 110 und die Potez 453 in die Entwicklung.
Loire konstruierte die 210 in enger Anlehnung an den Hochdecker Loire 46. Der Prototyp Loire 210.01 war mit einem Triebwerk Hispano-Suiza 9Vbs und zwei 4,5-mm-MGs ausgerüstet und absolvierte seinen Erstflug am 21. März 1935. Die Vergleichsflüge mit den konkurrierenden Prototypen zogen sich sehr in die Länge, letztendlich konnte sich die Loire 210 trotz ihrer geringen Geschwindigkeit gegen ihre Mitbewerber durchsetzen, und Loire bekam im März 1937 den Zuschlag für 20 Serienmaschinen. Diese unterschieden sich vom Prototyp durch die stärkere Bewaffnung mit vier 7,5-mm-Darne-MGs, die in den Flächen montiert waren.
Im November 1938 übernahm die Marine die ersten Exemplare und unterzog sie einigen See- und Katapulttests, die sich bis Januar 1939 hinzogen. Im August 1939 wurden die gebauten Loire 210 auf die Escadrilles HC.1 und HC.2 aufgeteilt. Als innerhalb von drei Monaten fünf Maschinen infolge Tragwerkversagen abstürzten und noch andere Havarien auftraten, erging für die Loire 210 ein Flugverbot, und die Staffeln wurden Ende 1939 aufgelöst.
Eine als Loire 211 bezeichnete, verbesserte Version kam über das Projektstadium nicht hinaus.

## Aufbau
Die Loire 210 war fast baugleich mit der Loire 46, von der der Rumpf und das Leitwerk übernommen wurden. Lediglich der Tragflügel war eine Neukonstruktion. Er war zweiholmig und blechbeplankt, befand sich in Tiefdeckerauslegung am Flugzeugrumpf und besaß eine größere Spannweite. Seine Außenflügel waren mit Stoff bespannt und konnten für den Einsatz auf Schiffen eingeklappt werden. Der vordere Teil des Rumpfs bestand aus einem blechbeplankten, geschweißten Stahlrohrgerüst. Der hintere Teil war in Leichtmetall-Halbschalenbauweise konstruiert. Die Loire 210 besaß einen Hauptschwimmer unter dem Rumpf und zwei Stützschwimmer unter den Tragflächen, die sämtlich gestuft, gekielt und aus korrosionsbeständigem Leichtmetall hergestellt waren.

## Technische Daten
| Kenngröße             | Daten                                                           |
| --------------------- | --------------------------------------------------------------- |
| Hersteller            | Loire Aviation                                                  |
| Konzeption            | Katapult- und hochseefähiges Jagdflugzeug                       |
| Baujahr               | 1938                                                            |
| Besatzung             | 1                                                               |
| Länge                 | 9,50 m                                                          |
| Spannweite            | 11,79 m                                                         |
| Höhe                  | 3,00 m                                                          |
| Flügelfläche          | 20,3 m²                                                         |
| Leermasse             | 1480 kg                                                         |
| Startmasse            | normal 2180 kg maximal 2300 kg                                  |
| Höchstgeschwindigkeit | 345 km/h in 3000 m Höhe                                         |
| Marschgeschwindigkeit | 285 km/h in 3000 m Höhe                                         |
| Steiggeschwindigkeit  | 500 m/min                                                       |
| Dienstgipfelhöhe      | 8000 m                                                          |
| Reichweite            | normal 750 km maximal 865 km                                    |
| Aktionsradius         | 350 km                                                          |
| Flugdauer             | 3,0 h                                                           |
| Seefähigkeit          | bis Seegang 3                                                   |
| Triebwerk             | ein 9-Zylinder-Sternmotor Hispano-Suiza 9Vbs; 529,5 kW (720 PS) |
| Bewaffnung            | vier starre 7,5-mm-MG Darne in den Flügeln                      |